# Seppo Leppäniemi
Tauno Seppo Juhani Leppäniemi (6 gennaio 1944) è un ex sciatore alpino finlandese.

## Biografia
Sciatore polivalente, Leppäniemi ai Mondiali di Sankt Moritz 1974, si classificò 36º nella discesa libera, 34º nello slalom gigante, 23º nello slalom speciale e 5º nella combinata; gareggio anche in Coppa del Mondo, senza ottenere risultati di rilievo. Non prese parte a rassegne olimpiche.